# Byomkes Chakrabarti
Byomkes Chakrabarti también escrito como Byomkesh Chakraborty o Byomkesh Chakrabarty (1923-1981 fue un investigador de lenguas étnicas indio. Fue también un reputado educador y poeta. Su mayor contribución al campo de la lingüística fue el haber encontrado algunas relaciones básicas entre el idioma  santali y el bengalí. Mostró cómo el bengalí tenía algunas características únicas, ausentes en otras lenguas de la India, por influencia del santali. Su contribución fue fundamental en la naturaleza del origen y el desarrollo de la lengua bengalí y dio lugar a objetivos de investigación en nuevos horizontes de la lingüística.